# 天云山传奇
《天云山传奇》是中国导演谢晋1980年执导的电影，据鲁彦周小说《满山杜鹃红》改编，是一部反思“反右”运动的影片。当时曾激起普遍、强烈的社会反响。该片获1981年中国电影“金鸡奖”最佳故事片、最佳导演、最佳摄影、最佳美术奖，《大众电影》“百花奖”最佳故事片奖。

## 情节
50年代初，刚由学校毕业的宋薇和冯晴岚参加了天云山考察队。当时，罗群接任吴遥的职务，任考察队政委。考察工作生动活泼，宋薇和罗群也真心相爱了。1957年，宋薇调党校学习。在随后的反右运动中，运动的领导人吴遥先将罗群划为右派分子，遣返农村监督劳动，宋薇被迫与罗群划清了界限，嫁给了吴遥。一天，冯睛岚突然来到罗群身边，甘愿在当地当一名教师，在相处之中更深深地爱上罗群。罗群息了重病，冯睛岚在风雪之中艰难地把他拉到自己住所。不久他们结了婚。文革中，罗群被批斗，冯睛岚为保护他的手稿，被折磨得死去活来。吴遥后来重任地委副书记兼组织部长，却对罗群的冤案不予理睬，宋薇与他发生了尖锐冲突。罗群的右派错误终于得到纠正，冯睛岚却因病离开了人世。罗群和宋薇都来到冯的墓地默默地哀悼。